# Charles-Philippe Leopold
Charles-Philippe, chevalier Leopold, né le 10 janvier 1775 et mort le 5 février 1858 à Scharrachbergheim, est un colonel et chef d’escadron du Premier Empire, titré chevalier de l’Empire par lettres patentes du 29 août 1810

## Famille
La première mention de cette famille, date de 1480, quand l’empereur Frédéric III du  Saint-Empire , concède à Johann Leopold, théologien à l’université de Binsdorf, des armoiries sans pour autant lui conférer aucun principe de noblesse. Les descendants de Johann Leopold, s’illustreront dans les offices scolastiques mais également dans le métier des armes puisque, le 18 septembre 1753, la famille sera anoblie par le Roi de Prusse. À la suite de cet anoblissement, la famille se scinde en deux branches.

### Branche prussienne
Branche aînée de la famille, de confession luthérienne, elle donnera de nombreux militaires et propriétaires terriens à la Prusse.

### Branche bavaroise puis française
Branche cadette de la famille, d’abord de confession luthérienne puis catholique, elle donnera des militaires, notamment avec Charles-Philippe Leopold, colonel des dragons de l’Empereur Napoléon Ier, officier de la Légion d’honneur, chevalier de l’ordre royal et militaire de Saint-Louis et titré chevalier Leopold et de l’Empire. 

## Biographie
On sait peu de choses sur la jeunesse de Charles-Philippe à part que, malgré sa naissance dans une famille de noblesse récente, il vit une enfance dans la précarité puisque sans aucun domaine, la famille ne subsiste que grâce à la rente accordée  par le Roi de Prusse. C’est pour cela que Charles-Philippe n’hésitera pas à partir en France où les nobles officiers étrangers sont les bienvenus dans l’armée Royale et notamment dans le Régiment noble des dragons Schomberg. Il s’illustrera brillamment sous les guerres de la Révolution et sous l’Empire et finira Colonel du 17e Dragons de l’empereur. Il est blessé à la bataille d'Ulm en 1805 d'un coup de feu à la jambe droite. Il est blessé d'un coup de lance à la hanche droite à la bataille de Braga (1809). Il est blessé d'un coup de sabre sur la tête le 25 mars 1814 lors de la bataille de Fère-Champenoise.
Fait chevalier de la Légion d'honneur en 1807 et chevalier héréditaire Leopold et de l’Empire en 1810, Charles-Philippe rejoint les bans de la noblesse impériale et fait enregistrer ses lettres patentes au Sénat avant de constituer un majorat sur une dotation en Westphalie.
Il est nommé colonel du 7e régiment de dragons le 17 janvier 1814. Il est fait officier de la Légion d'honneur et chevalier de Saint-Louis en 1814.
Naturalisé français en 1816 puis bénéficiaire d'une pension à partir de 1821, il se retirait une partie de l'année à Scharrachbergheim où il a notamment exercé le rôle de maire pendant quatorze mois (de septembre 1830 à novembre 1831).

## Armoiries
La famille Leopold porte originellement les armes suivantes :

« Tiercé en pairle renversé à dextre d’argent plein, à senestre d’or en pointe d’azur plein: l’or chargé d’un senestrochere armé au naturel, mouvement du flanc tenant une épée d’argent garnie d’or. »

```

```

Support : deux aigles
Cimiers : un senestrochere tenant une épée d’argent garnie d’or  

Sous l’Empire, leur furent attribuées de nouvelles armes. 
| Armoiries | Nom du chevalier et blasonnement |
| --------- | --- |
|           | Chevalier Charles Philippe Leopold et de l'Empire, lettres patentes du 29 aout 18010 chevalier de la Légion d’honneur. Tiercé en fasce : d’azur au lévrier courant d’argent ; de gueules chargé du signe des chevaliers légionnaires de l’Empire d'argent et d’or à un dragon à cheval de sable et soutenu d'une terrasse de sinople. |

## Titres
- Chevalier Leopold et de l’Empire par lettres patentes du 29 août 1810, enregistrées au Sénat[6],[7];